# Li Lingwei
Li Lingwei (chinês: 李玲蔚, nascida a 7 de Janeiro de 1964) é uma jogadora chinesa de badminton dos anos 1980, que está entre as maiores jogadoras femininas de sempre. Ela e a sua colega de equipa Han Aiping dominaram o badminton internacional feminino durante maior parte dessa década. Lingwei venceu os Campeonatos Mundiais IBF em simples por duas vezes, e ganhou os Mundiais IBF de pares juntamente a Aiping em 1985. Também lideraram as equipas chinesas que venceram as Uber Cup.
Abandonou a modalidade profissional em 1989, e entrou para o Salão da Fama do Badminton em 1998.
Li Lingwei nunca foi uma atleta olímpica porque o badminton só entrou para os Jogos Olímpicos em 1992, mas foi eleita como uma das cinco atletas retiradas para transportar a bandeira Olímpica durante a cerimónia de abertura das Olimpíadas de 2008, em Pequim. Em Julho de 2012 foi eleita como membro do Comité Olímpico Internacional (COI), ao receber 83 votos em 94 possíveis. Jacques Rogge, presidente do COI, atribuiu-lhe uma "Medalha de Ouro do COI".

## Maiores conquistas
| Classificação                     | Prova                    | Ano                                     | Local                         |
| --------------------------------- | ------------------------ | --------------------------------------- | ----------------------------- |
| Campeonatos Mundiais              |                          |                                         |                               |
| 1                                 | Simples                  | 1983                                    | Copenhaga, Dinamarca          |
| 1                                 | Duplas Femininas         | 1985                                    | Calgary, Canadá               |
| 2 2                               | Simples Duplas Femininas | 1987                                    | Pequim, China                 |
| 1                                 | Simples                  | 1989                                    | Jacarta, Indonésia            |
| World Grand Prix                  |                          |                                         |                               |
| 1                                 | Simples                  | 1983, 1985, 1986, 1987                  | Finais World Grand Prix       |
| Outros campeonatos internacionais |                          |                                         |                               |
| 1 1                               | Simples Duplas Femininas | 1984, 1985, 1986, 1987 1983, 1986, 1987 | Taça do Mundo de Badminton    |
| 1 1                               | Simples Duplas Femininas | 1984, 1985, 1987, 1988 1985             | Indonesia Open                |
| 1                                 | Simples                  | 1984, 1987                              | Malaysia Open                 |
| 1 1                               | Simples Duplas Femininas | 1984, 1989 1985                         | All England Open              |
| 1 1                               | Simples Duplas Femininas | 1986 1986                               | Hong Kong Open                |
| 1                                 | Simples                  | 1982, 1986, 1987, 1989                  | Japan Open                    |
| 1                                 | Simples                  | 1987                                    | Scandinavian Open             |
| 1                                 | Simples                  | 1987, 1988                              | China Open                    |
| 1                                 | Simples                  | 1988                                    | Asian Badminton Championships |
| 1                                 | Simples                  | 1988                                    | Thailand Open                 |
| 1                                 | Simples                  | 1988                                    | Carlsberg Classic             |
| 1                                 | Simples                  | 1988                                    | Denmark Open                  |
| 1                                 | Simples                  | 1989                                    | French Open                   |
| 1                                 | Simples                  | 1989                                    | Swedish Open                  |